# Chimarra ovalis
Chimarra ovalis är en nattsländeart som beskrevs av Ross 1959. Chimarra ovalis ingår i släktet Chimarra och familjen stengömmenattsländor. Inga underarter finns listade i Catalogue of Life.